# Vittorio Alfieri (katona)
Vittorio Alfieri (Perugia, 1863. július 3. – Musestre, Treviso megye, 1918. november 8.) olasz tábornok és az első világháború végén politikusként az Olasz Királyság hadügyminisztere volt.

## Élete
Vittorio Alfieri 1863. július 3-án született az umbriai Perugia városában, Evaristo Alfieri és Chiara Bruno gyermekeként. Katonai tanulmányokat végzett és a hivatásos állomány tagjaként folytatta pályafutását. 1908. május 21-én előléptették ezredessé, majd 1914. február 1-jén vezérőrnaggyá. 1911. szeptember 18-tól 1913. december 1-ig az olasz gyarmati hadseregben szolgált Szomáliában. 1915 és 1916 között frontszolgálatot látott el az első világháború során. 1916. március 30-án elérte az altábornagyi rendfokozatot. 1916 és 1917 között számos államtitkári pozíciót töltött be, majd 1917. október 30-án kinevezték az Olasz Királyság hadügyminiszterévé. Ezt a tisztséget 1918. március 20-ig töltötte be. Pályafutása során számos kitüntetést kapott.
1918. március 20-án hunyt el a trevisói Musestrében.